# Beveren (Flandre-Orientale)
Pour les articles homonymes, voir Beveren.
Beveren [ˈbeːvərə(n)] est une section de la commune néerlandophone de Beveren-Kruibeke-Zwijndrecht en Belgique située en province de Flandre-Orientale (Région flamande de Belgique).

## Histoire
Beveren faisait partie du pays de Waes, un pagus carolingien. C'est pourquoi elle s'appelait jadis Beveren-Waes, nom encore parfois utilisé pour la distinguer des autres localités du même nom, par exemple Beveren-sur-Lys ou Beveren-sur-Yser.
Vers 1157, Philippe d'Alsace mène une expédition contre le comte de Hollande Florent III au cours de laquelle il brûle Beveren. Cette destruction s'explique probablement par le fait que Florent III s'était temporairement emparé du pays de Waes et que le seigneur de Beveren lui avait prêté main-forte.
Philippine de Beveren (fille de Thierry de Beveren et de Marguerite de Brienne), héritière de la seigneurie, épousa Hugues de Florennes-Rumigny (mort le 2 août 1270). Jean de Beveren, évêque de Potenza, frère de Philippa/Philippine, prétendit se saisir de son héritage et le céda à Louis de Nevers, en 1313. La fille de Hugues de Rumigny, Élisabeth de Rumigny, épouse Thibaut II de Lorraine. Ils ont pour fils cadets Mathieu de Lorraine, seigneur de Florennes († 1330 ; il épouse sans postérité Mathilde, fille de Robert de Béthune) et Hugues de Lorraine, seigneur de Rumigny († après 1336, sans postérité).
En 1335, Louis de Nevers acquit définitivement la seigneurie de Beveren de Hugues de Lorraine, frère héritier de Mathieu de Lorraine.
La commune est depuis une cinquantaine d'années un territoire d'extension du Port d'Anvers, via le port secondaire du Pays de Waes.

## Géographie

### Sections de la commune
| # | Section          | Superf. (km²) | Habitants (2020) | Habitants par km² | Code INS |
| - | ---------------- | ------------- | ---------------- | ----------------- | -------- |
| 1 | Beveren (I)      | 19,14         | 20.859           | 1.090             | 46003A   |
| 2 | Vrasene (IV)     | 14,10         | 4.160            | 295               | 46003B   |
| 3 | Verrebroek (V)   | 15,97         | 2.042            | 128               | 46003C   |
| 4 | Kieldrecht (VII) | 19,96         | 4.007            | 201               | 46003D   |
| 5 | Doel (VIII)      | 24,59         | 110              | 4                 | 46003E   |
| 6 | Kallo (VI)       | 30,17         | 2.491            | 83                | 46003F   |
| 7 | Melsele (II)     | 18,40         | 11.008           | 598               | 46003G   |
| 8 | Haasdonk (III)   | 10,35         | 4.362            | 422               | 46003H   |

### Communes limitrophes
- a. Berendrecht-Zandvliet-Lillo (Anvers)
- b. Anvers
- c. Zwijndrecht
- d. Burcht (Zwijndrecht)
- e. Kruibeke
- f. Bazel (Kruibeke)
- g. Tamise
- h. Saint-Nicolas
- i. Nieuwkerken-Waas (Saint-Nicolas)
- j. Saint-Gilles-Waes
- k. Meerdonk (Saint-Gilles-Waes)
- Au nord-ouest (partie grise, sans libellé) : Hulst (Pays-Bas)

## Héraldique
|  | La commune possède des armoiries qui lui ont été octroyées le 4 novembre 1927 et à nouveau le 1er décembre 1980. Ce sont celles des seigneurs médiévaux de Beveren-Waas. Ils ont dirigé la région du XIIe siècle au début du XVe siècle. Ces armoiries apparaissent pour la première fois sur le sceau de la famille en 1215. Ils étaient également des comtes de Dixmude et, au XIVe siècle, leurs armoiries étaient identiques à celles de Dixmude et de Beveren. Celles de Beveren est décrite avec un bouclier en argent et celles de Dixmude avec un bouclier en or. À partir du XVe siècle, les deux sont représentés avec un champ d'or. Dans les dernières armoiries de la ville de Dixmude, le sautoir a été enlevé. Les armoiries apparaissent sur le sceau du conseil de Beveren sur les sceaux de 1607 et 1694. Le bouclier est tenu par le saint patron local, saint Martin et un mendiant. Toute cette composition a été octroyée comme armoiries en 1927. Après la fusion des communes du 1er janvier 1977, les armoiries ont été octroyées sans le support, qui ne concernait que la ville de Beveren. Tous les villages fusionnés appartenant historiquement au territoire de Beveren (Land van Beveren), les armoiries des seigneurs de Beveren-Waas pouvaient être utilisées pour la nouvelle municipalité. Blasonnement : Fascé d'or et d'azur de huit pièces au sautoir de gueules brochant. Source du blasonnement : Heraldy of the World. |

## Démographie

### Évolution démographique: Avant la fusion des communes
- Sources : INS, Rem. : 1831 jusqu'en 1970 = recensements, 1976 = nombre d'habitants au 31 décembre[8].

### Évolution démographique de la commune fusionnée
En tenant compte des anciennes communes entraînées dans la fusion de communes de 1977, on peut dresser l'évolution suivante :
- Source : DGS - Remarque: 1831 jusqu'à 1981=recensement; depuis 1990=nombre d'habitants chaque 1er janvier[9].

## Patrimoine
- Le château de Cortewalle date du XVe siècle. Situé au milieu d'un parc, il fait partie du centre culturel Ter Vesten.
- Le domaine Hof ter Saksen possède un château du début du XIXe siècle situé au milieu d'un parc boisé comprenant un arboretum, un jardin naturel et un verger.
- Le fort Liefkenshoek
- L'église Notre-Dame de Melsele
- Le Fort Van Haasdonk

## Personnalités
- Jan Miel (1599-1663), né à Beveren, peintre.
- Théophile Reyn (1860-1941), né à Beveren, fondateur des Aumôniers du Travail.
- Davino Verhulst, né en 1987 à Beveren, joueur du KRC Genk.
- Wilfried Van Moer (1945-2021), né à Beveren, ancien joueur de football.
- Beveren est la ville d'origine du groupe de death metal Aborted.
- Danzel, musicien de Danse connu pour son single Pump It Up est né à Beleven
- Tine De Caigny (1997-), joueuse au RSC Anderlecht (féminines)